# Международное общество музыкального образования
Международное общество музыкального образования (International Society for Music Education или ISME, в русской традиции принято название ИСМЕ, которое, будучи написанное кириллицей, не является более аббревиатурой, подобно тому, как для русскоговорящего читателя не являются аббревиатурами слова ЮНЕСКО, НАТО, ОПЕК и т. п.).

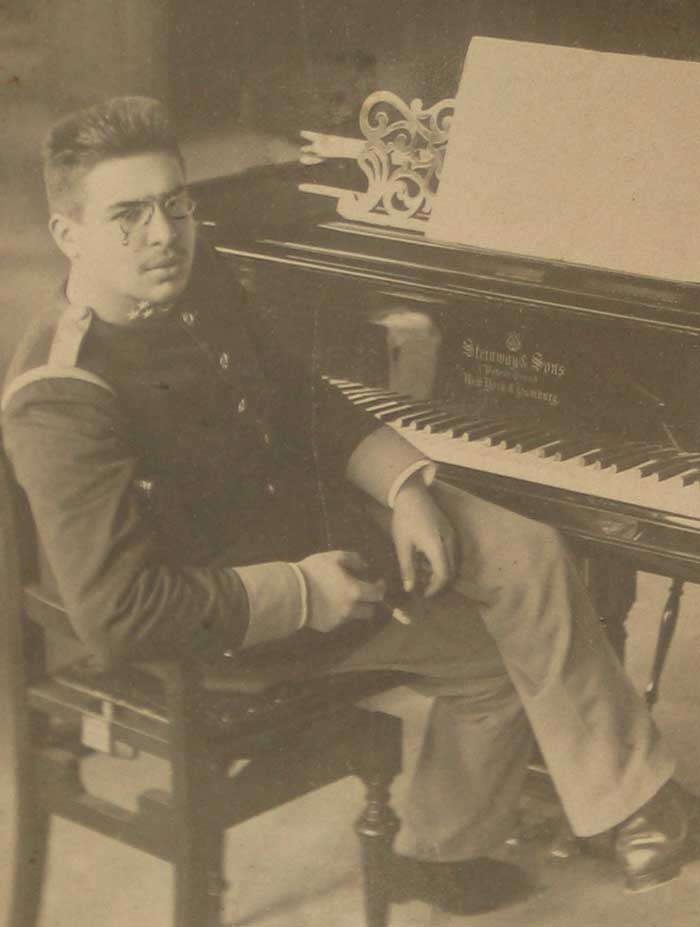
Первый президент ИСМЕ Лео Кестенберг в молодости

## Общая информация
ИСМЕ в момент создания являлось непосредственной частью ЮНЕСКО. Сегодня это часть Международного музыкального совета ЮНЕСКО. ИСМЕ представлено более чем 80 странами и было создано на конференции, созванной по инициативе ЮНЕСКО в 1953 году с целью стимулировать музыкальное образование как неотъемлемую часть общего образования. ИСМЕ объединяет:
- преподавателей раннего музыкального воспитания;
- музыкальных работников детских садов;
- преподавателей музыки в общеобразовательных школах;
- преподавателей музыкальных школ, студий, кружков;
- преподавателей училищ, консерваторий, педагогических университетов;
- теоретиков и исследователей в области музыкального образования;
- методистов и методологов;
- студентов;
- музыкантов-исполнителей;
- музыкальных терапевтов.

## Руководящие органы
Деятельность ИСМЕ координируется Международным бюро (в настоящее время в Австралии). Международное бюро поддерживает контакты с членами ИСМЕ, с национальными и международными организациями, с партнёрами из области музыкальной индустрии, среди которых рекламодатели, промоутеры, спонсоры и др. Печатный орган ИСМЕ: «International Journal of Music Education».
Начиная с 1964 года Генеральная Ассамблея собирается регулярно каждые два года во время Всемирных конференций ИСМЕ, которые проводятся в разных странах. Генеральная Ассамблея направляет и одобряет политику общества, назначает президента и членов президиума и контролирует их деятельность.
Президиум ИСМЕ состоит из 13 членов и собирается раз в год в том месте, где должна состояться следующая Всемирная конференция ИСМЕ.
Исполнительный комитет состоит из президента, кандидата в президенты, предыдущего президента и двух рядовых членов президиума. Исполнительный комитет разрабатывает стратегический план и собирается два-три раза в год.
ИСМЕ имеет Конституцию и Регламент, которые могут быть изменены исключительно решениями Генеральной Ассамблеи.

## Национальные представительства
В ИСМЕ предусмотрено как индивидуальное, так и групповое членство. Часть групповых членов получает от ИСМЕ статус национальных представительств (секций — ISME National Affiliate, аббревиатура — INA). Этот статус даётся только одной организации в каждой отдельно взятой стране. Национальные секции ИСМЕ существуют сегодня в следующих 20 странах (из более чем 80, представленных в ИСМЕ — данные на 11 мая 2010 года):
- Австралия (Australian Society for Music Education — ASME)
- Австрия (Arbeitsgemeinschaft der Musikerzieher Österreich — Association of Music Teachers in Austria — AGMÖ)
- Бразилия (Associacao Brasileira de Educacao Musical — ABEM)
- Великобритания (Music Education Council — MEC)
- Венгрия (Hungarian Music Council — HMC)
- Греция (Greek Society for Music Education — GSME)
- Исландия (Íslandsdeild NUMU — NUMU-ISLAND)
- Испания (Sociedad para la Educación Musica del Estado Español — SEM-EE)
- Италия (Society for Italian Education in Music — SIEM)
- Канада (Canadian Music Educators Association/L’Association Canadienne Educteurs de Musique — CMEA/ACEM)
- Китайская Народная Республика (Music Education Professional Commission of the Chinese Society of Education — MEPCCSE)
- Нидерланды (Gehrels Muziekeducatie — Dutch Association for Music Education — DAME)
- Новая Зеландия (Music Education New Zealand Aotearoa — MENZA/NZSME)
- Норвегия (Norwegian Association of Music Educators — NAME)
- Португалия (Portuguese Association of Music Education — APEM)
- Российская Федерация (Российская общенациональная секция ИСМЕ — РОСИСМЕ — Russian Federation Society for Music Education — RussSME)
- США (National Association for Music Education — MENC)
- Филиппины (Philippine Society for Music Education — PSME)
- Финляндия (Suomen Musikkikasvatusseura-Emannantie — FISME)
- Япония (Japanese Society for Music Education — JSME)

## Места проведения Всемирных конференций ИСМЕ
- I. 1953, Бельгия, Брюссель
- II. 1955, Германия, Линдау (Бавария); Швейцария, Цюрих
- III. 1958, Дания, Копенгаген
- IV. 1961, Австрия, Вена
- V. 1963, Япония, Токио
- VI. 1964, Венгрия, Будапешт
- VII. 1966, США, Интерлокен[англ.]
- VIII. 1968, Франция, Дижон
- IX. 1970, СССР, Москва
- X. 1972, Тунис, Тунис
- XI. 1974, Австралия, Перт
- XII. 1976, Швейцария, Монтрё
- XIII. 1978, Канада, Лондон (Онтарио)
- XIV. 1980, Польша, Варшава
- XV. 1982, Великобритания, Бристоль
- XVI. 1984, США, Юджин (Орегон)
- XVII. 1986, Австрия, Инсбрук
- XVIII. 1988, Австралия, Канберра
- XIX. 1990, Финляндия, Хельсинки
- XX. 1992, Южная Корея, Сеул
- XXI. 1994, США, Тампа
- XXII. 1996, Нидерланды, Амстердам
- XXIII. 1998, Южно-Африканская Республика, Претория
- XXIV. 2000, Канада, Эдмонтон
- XXV. 2002, Норвегия, Берген
- XXVI. 2004, Испания, Санта-Крус-де-Тенерифе
- XXVII. 2006, Малайзия, Куала-Лумпур
- XXVIII. 2008, Италия, Болонья
- XXIX. 2010, Китайская Народная Республика, Пекин
- XXX. 2012, Греция, Салоники
- XXXI. 2014, Бразилия, Порту-Алегри
- XXXII. 2016, Великобритания, Глазго
- XXXIII. 2018 Азербайджан, Баку

## Почётные президенты ИСМЕ и генеральный секретарь

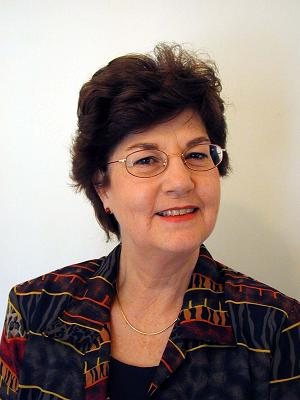
Джуди Тёнелл, генеральный секретарь ИСМЕ с 2001 по 2012 год

Почётный президент ИСМЕ избирается пожизненно. Титул сохраняется посмертно. После смерти почётного президента состоятся выборы следующего, между этими событиями проходит от двух до пяти лет. На сегодняшний день имеют место пять сменявших друг друга почётных президентов:
1. Лео Кестенберг, первый действующий президент ИСМЕ, по инициативе которого ИСМЕ было образовано)[3], избран на конференции в Брюсселе в 1953 году.
2. Золтан Кодай, избран на конференции в Будапеште в 1964 году.
3. Дмитрий Кабалевский, избран на конференции в Тунисе в 1972 году.
4. Фрэнк Каллауэй (Sir Frank Callaway)[4], избран на конференции в Канберре в 1988 году.
5. Ясухару Такахаги (Yasuharu Takahagi)[5], ныне живущий почётный президент, избран на конференции в Куала-Лумпур в 2006 году.

Если первые три почётных президента были не только политиками, но и самобытными педагогами-мыслителями, создателями собственных музыкально-педагогических систем, то последние двадцать с лишним лет тенденция такова, что принимаются более политизированные решения, и почётными президентами избираются крупные, но сравнительно с предыдущими менее оригинальные представители мировой музыкальной педагогики.
С октября 2001 по декабрь 2012 года генеральным секретарём ИСМЕ являлась Джуди Тёнелл (Judy Thönell). С 1 января 2013 года генеральным секретарём ИСМЕ является Анджела Рагглс (Angela Ruggles).

## Российская общенациональная секция ИСМЕ (РОСИСМЕ)
РОСИСМЕ получила статус официального представителя ИСМЕ в Российской Федерации (ISME National Affiliate — INA) 6 сентября 2004 года. До 1991 года статус INA имела Советская секция ИСМЕ, которая прекратила своё существование вместе с распадом СССР. Советская секция была организована на базе Союза композиторов СССР и принимала активное участие в работе ИСМЕ. Д. Б. Кабалевский, бессменный президент Советской секции с 1961 года, когда он вошёл в состав Совета директоров ИСМЕ, был также представителем СССР на конференции ЮНЕСКО в Брюсселе в 1953 году, на которой было основано Международное общество музыкального образования в составе ЮНЕСКО. Д. Б. Кабалевский был вице-президентом ИСМЕ с 1964 по 1970 год, в 1972 он стал почётным президентом ИСМЕ, оставался им вплоть до своей смерти в 1987 году и сохраняет этот титул посмертно. В 1970 году по его инициативе и под его руководством в Москве проходила IX Всемирная конференция ИСМЕ. Ответственный секретарь правления Советской секции ИСМЕ Б. С. Диментман был членом консультативного совета РОСИСМЕ.
Индивидуальными членами РОСИСМЕ могут стать все бывшие граждане СССР, независимо от их сегодняшнего гражданства (что отражено в названии как «общенациональная»). Необходимым условием является способность использовать русский язык как язык межнационального общения. Групповыми членами РОСИСМЕ могут стать только организации, находящиеся под юрисдикцией РФ.
27 октября 2007 года на III Международной конференции «Музыкальное образование и воспитание в России, странах СНГ и Европы в XXI веке. Состояние и перспективы» в Санкт-Петербурге была принята резолюция, согласно которой РОСИСМЕ временно делегировались функции Российского национального музыкального совета (РНМС) с международным названием Russian Music Council (RussMC). С этого момента организация называлась РОСИСМЕ-РНМС или RussSME (RussMC). В 2017, в связи с принятием Российского Музыкального Союза в Международный музыкальный совет РОСИСМЕ утратила эту функцию.
В настоящее время в РОСИСМЕ насчитывается 64 групповых члена: консерватории (в том числе Московская государственная консерватория имени П. И. Чайковского, Санкт-Петербургская государственная консерватория имени Н. А. Римского-Корсакова, Российская академия музыки имени Гнесиных), музыкальные факультеты университетов (в том числе Московского педагогического государственного университета, на базе которого была основана РОСИСМЕ), филармонии, оркестры, печатные издания, музыкальные театры и т. п., представители которых входят в состав президиума, состоящего из 15 членов, в их числе Р. К. Щедрин, Д. К. Кирнарская, А. С. Соколов, В. И. Ворона, В. Н. Фридман и др. В консультативном совете РОСИСМЕ 13 членов, среди которых Б. Г. Тевлин, П. В. Меркурьев и др.
В течение двух сроков с 2004 по 2014 президентом РОСИСМЕ был основатель РОСИСМЕ В. Б. Брайнин, в 2014 избран Почётным президентом РОСИСМЕ и членом Президиума.
В 2014 президентом РОСИСМЕ стала А. В. Торопова.
Вице-президент РОСИСМЕ с 2004 по 2020 — Э. Б. Абдуллин.
Генеральным секретарём в течение двух сроков с 2004 по 2014 была Е. В. Николаева. Генеральный секретарь с 2014 — С. М. Мирошниченко.
Председатель консультативного совета — М. И. Ройтерштейн.
С 2021 президент РОСИСМЕ — В. Ф. Щербаков.